# Unteres Werrabergland
Mit Unteres Werrabergland wird das Tal der Werra von Treffurt (Wartburgkreis, Thüringen) über Eschwege, Bad Sooden-Allendorf und Witzenhausen (Werra-Meißner-Kreis, Hessen) bis Hedemünden (Landkreis Göttingen, Niedersachsen) im Norden bezeichnet sowie Höhenzüge beiderseits, vor allem aber rechts des Flusses. Es liegt überwiegend im hessischen Werra-Meißner-Kreis sowie, rechts der Werra, im thüringischen Landkreis Eichsfeld, während nur Randanteile in Wartburgkreis, Unstrut-Hainich-Kreis (beide TH) und Landkreis Göttingen (NI) liegen.
Das Untere Werrabergland stellt eine naturräumliche Haupteinheit der Haupteinheitengruppe Osthessisches Bergland dar. Obwohl es markante eigenständige Höhenzüge unterschiedlichster geologischer Struktur wie die Gobert (bis 569 m, Muschelkalk), den Höheberg (bis 509 m, Buntsandstein) und das Soodener Bergland (bis 490 m, Oberdevon) enthält, war ihr ursprünglicher Name im Handbuch der naturräumlichen Gliederung Deutschlands (6. Lieferung 1959 sowie Blatt Kassel 1969) Unteres Werratal. Wichtigste Landschaft im Talbereich ist das Eschweger Becken.

## Naturräumliche Gliederung
Nachdem in der 6. Lieferung (1959) des Handbuchs der naturräumlichen Gliederung Deutschlands die Muschelkalkrücken von Gobert und Wanfrieder Werrahöhen explizit dem Unteren Werratal zugerechnet worden waren und die Eichenberg–Gotha–Saalfelder Störungszone explizit als Grenzlinie zur Thüringer Becken-Haupteinheitengruppe angeführt worden war, werden beide Landschaften, anders als ihre Abdachung im Buntsandstein, im Blatt Kassel zu den Randplatten des Beckens gezählt und nummeriert. Dieses ist insofern etwas unlogisch, da speziell die Gobert und ihr Vorland eine in sich geschlossene Schichtstufenlandschaft darstellt und die Störungszone eine auch in geologischer Hinsicht deutliche Trennlinie zieht. So rechnet auch das Bundesamt für Naturschutz (BfN) diese Landschaften heute (wieder) zum Unteren Werrabergland.
Insgesamt ergibt sich die folgende Gliederung in naturräumliche Teillandschaften:
- (zu 35 Osthessisches Bergland)

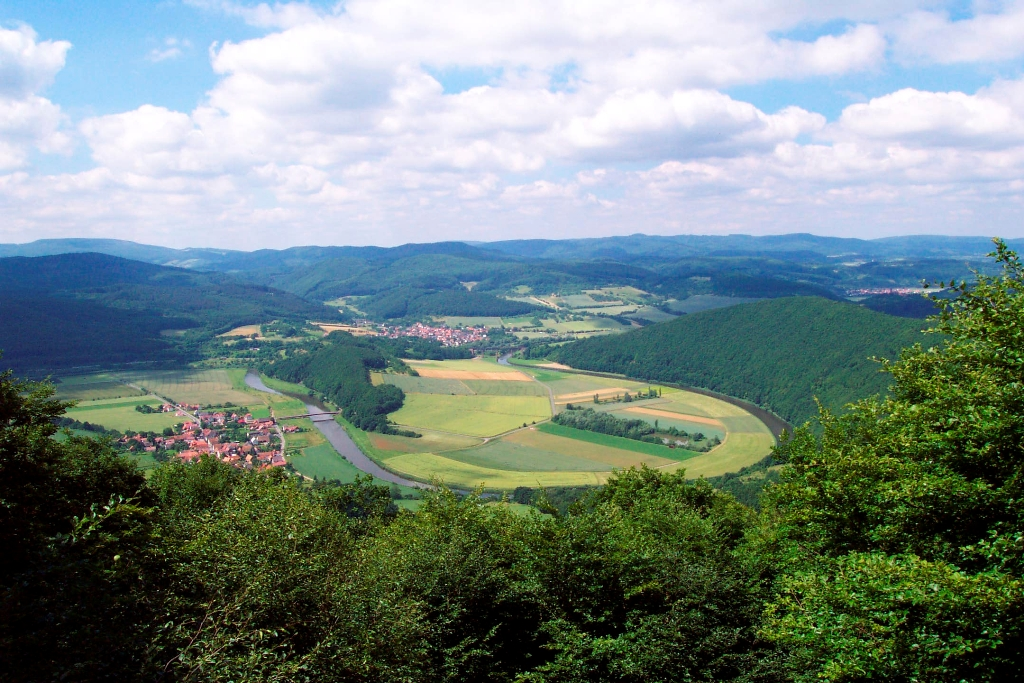
Werraschleife bei Lindewerra;
rechts im Vordergrund der Sporn des Höhebergs, jenseits der Werra das Soodener Bergland

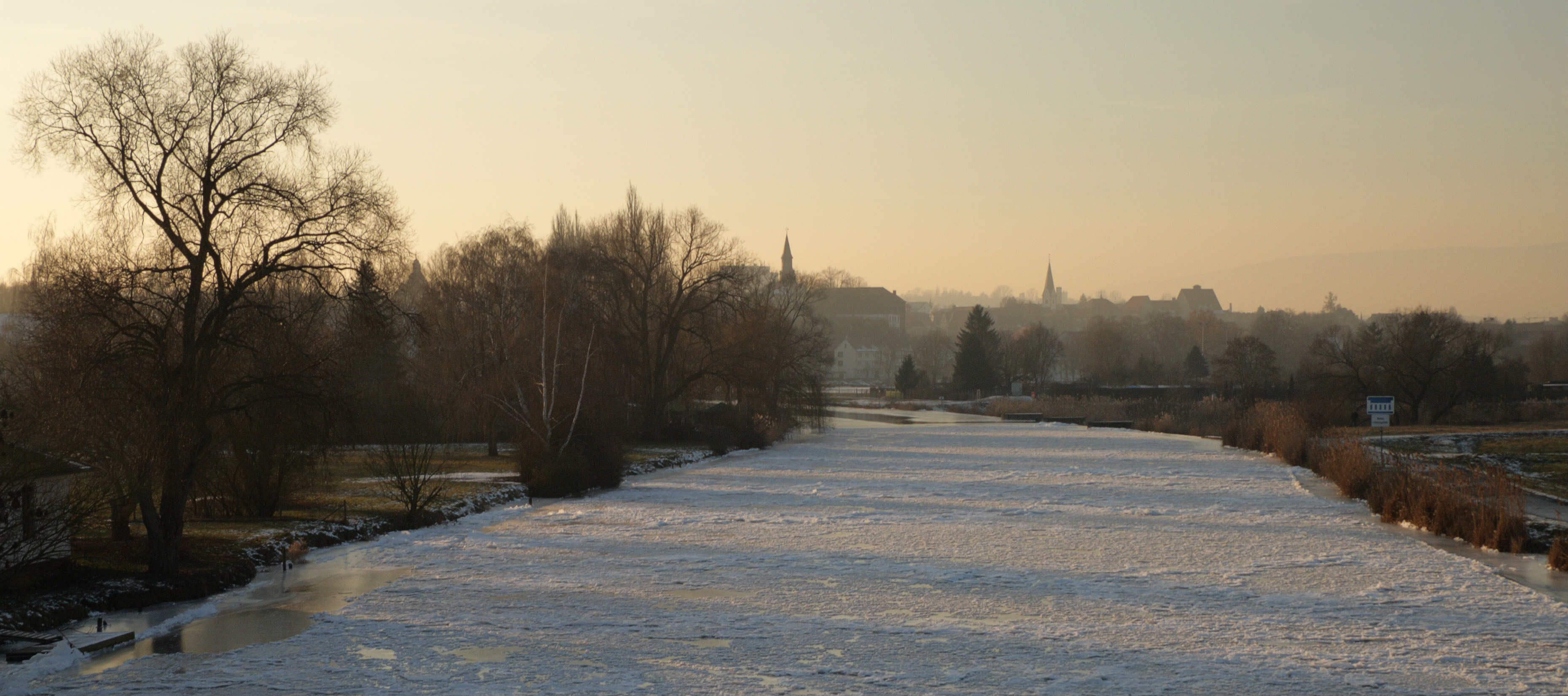
Zugefrorene Werra bei Eschwege

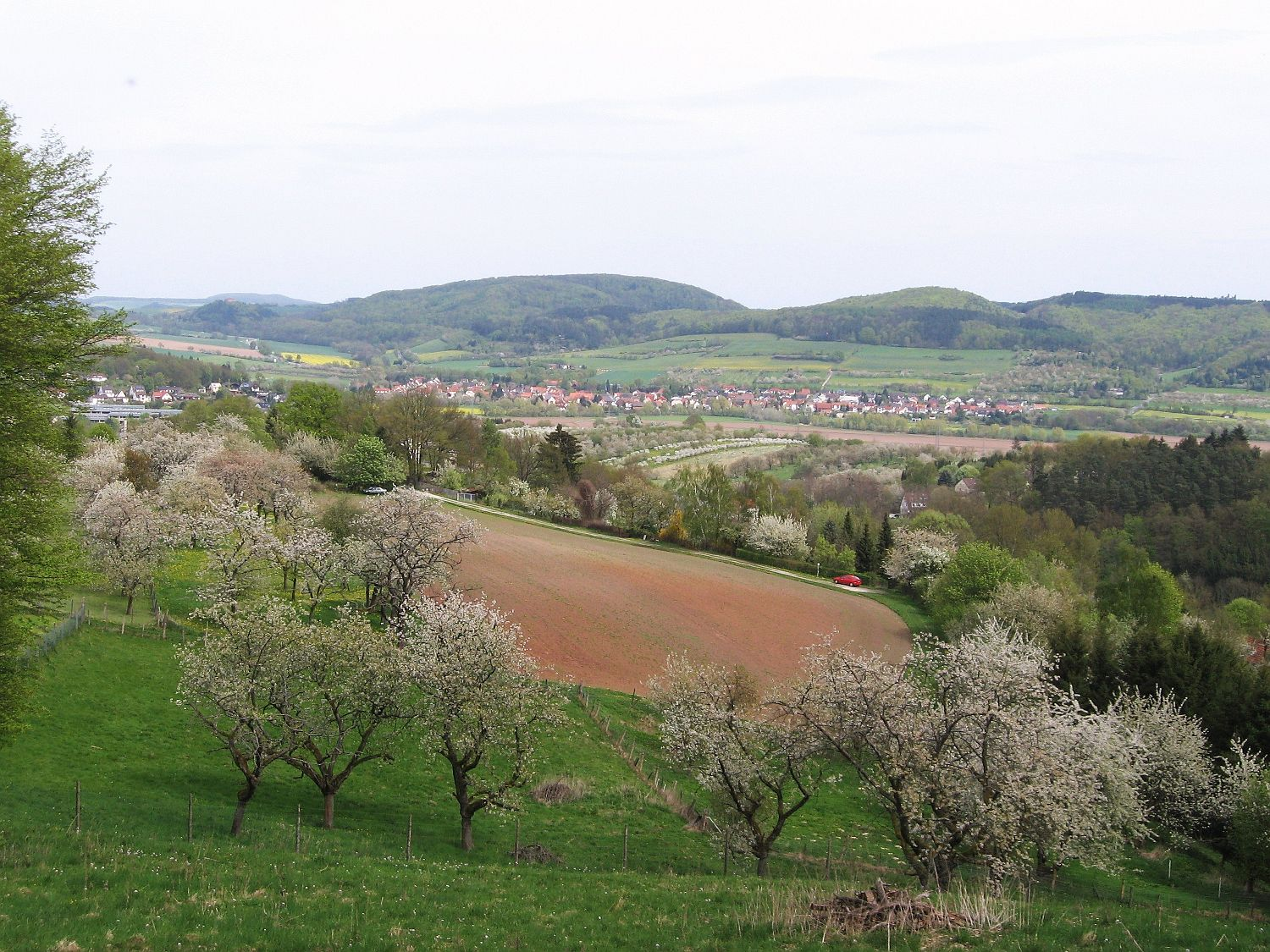
Werratal bei Witzenhausen mit den Neuseesen-Werleshäuser Höhen

  - 358  Unteres Werrabergland (ursprünglich: Unteres Werratal)
    - 358.0 Unterwerrasattel
      - 358.00 Kleinalmeröder Hügelland
      - 358.01 Unteres Gelstertal
      - 358.02 Soodener Bergland (Oberdevon, bis 490 m; westlich Bad Soodens)
      - 358.03 Meißnervorland

    - 358.1 Treffurt-Wanfrieder Werratal (Werratal)
    - 358.2 Eschweger Becken
      - 358.20 Schwebda–Jestädter Werraaue
      - 358.21 Eschweger Hügelland
        - Leuchtberge (Singularität, bis 319 m)
        - Blaue Kuppe (Singularität, 339 m[4])

      - 358.22 Wehreniederung
      - 358.23 Weidenhäuser Hügelland
      - 358.24 Wernersbergzug (bis 410 m, Buntsandstein)

    - 358.3 Sooden-Allendorfer Werratal
      - 358.30 Albunger Werratal
      - 358.31 Allendorfer Weitung
      - 358.32 Lindewerra-Werleshäuser Schlingen

    - 358.4 Witzenhausen–Hedemündener Werratal (von oberhalb Witzenhausens bis unterhalb Hedemündens)
    - 358.5 Rosoppe-Frieda-Bucht
      - 358.50 Rosoppe-Frieda-Hügelland
      - 358.51 Misseröder Kalkrücken (div. Gesteine, bis 424 m)
      - 358.52 Südliches Gobertvorland

    - 358.6 Höheberg (bis 509 m, Buntsandstein)
    - 358.7 Fretteröder Keupersenke
    - 358.8 Neuseesen-Werleshäuser Höhen (bis 354 m, Buntsandstein)
    - 358.9 Sandwald (bis 477 m, Buntsandstein)

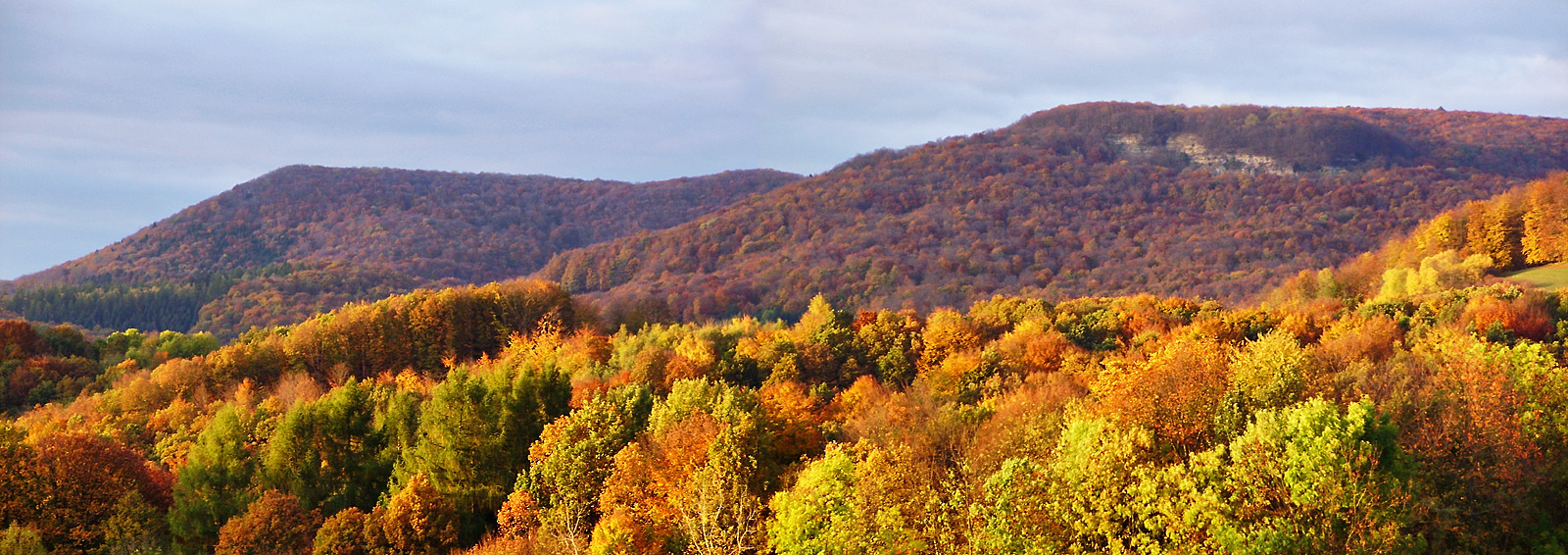
Die Hessische Schweiz in der Gobert

- (nummeriert zu 47/48 Thüringer Becken (mit Randplatten))
  - (nummeriert zu 483 Ringgau–Hainich–Obereichsfeld–Dün–Hainleite)
    - 483.1 Allendorfer Wald
      - 483.10 Gobert (bis 569 m, Muschelkalk)
      - 483.11 Weidenbach-Mackenröder Senke (im Muschelkalk bis 411 m; div. Gesteine)

    - (nummeriert zu 483.2 Westliches Obereichsfeld)
      - 483.21 Oberes Friedatalgebiet (im Muschelkalk bis 470 m; div. Gesteine)
      - 483.22 Wanfrieder Werrahöhen (bis 485 m, Muschelkalk)

Alle Landschaften bis einschließlich 358.4 liegen im Werratal oder links desselben, alle Einheiten ab 358.5 liegen rechts der Werra.

### Werrabergland–Hörselberge
Die Thüringer Landesanstalt für Umwelt und Geologie benutzt eine etwas gröbere eigene, nur landesweit existierende Gliederung, innerhalb derer das Untere Werrabergland, soweit in Thüringen gelegen, komplett in der Einheit Werrabergland–Hörselberge liegt.
Ergänzt wird das Untere Werrabergland darin um die folgenden Landschaften, die nach Süden bis zum Thüringer Wald reichen:

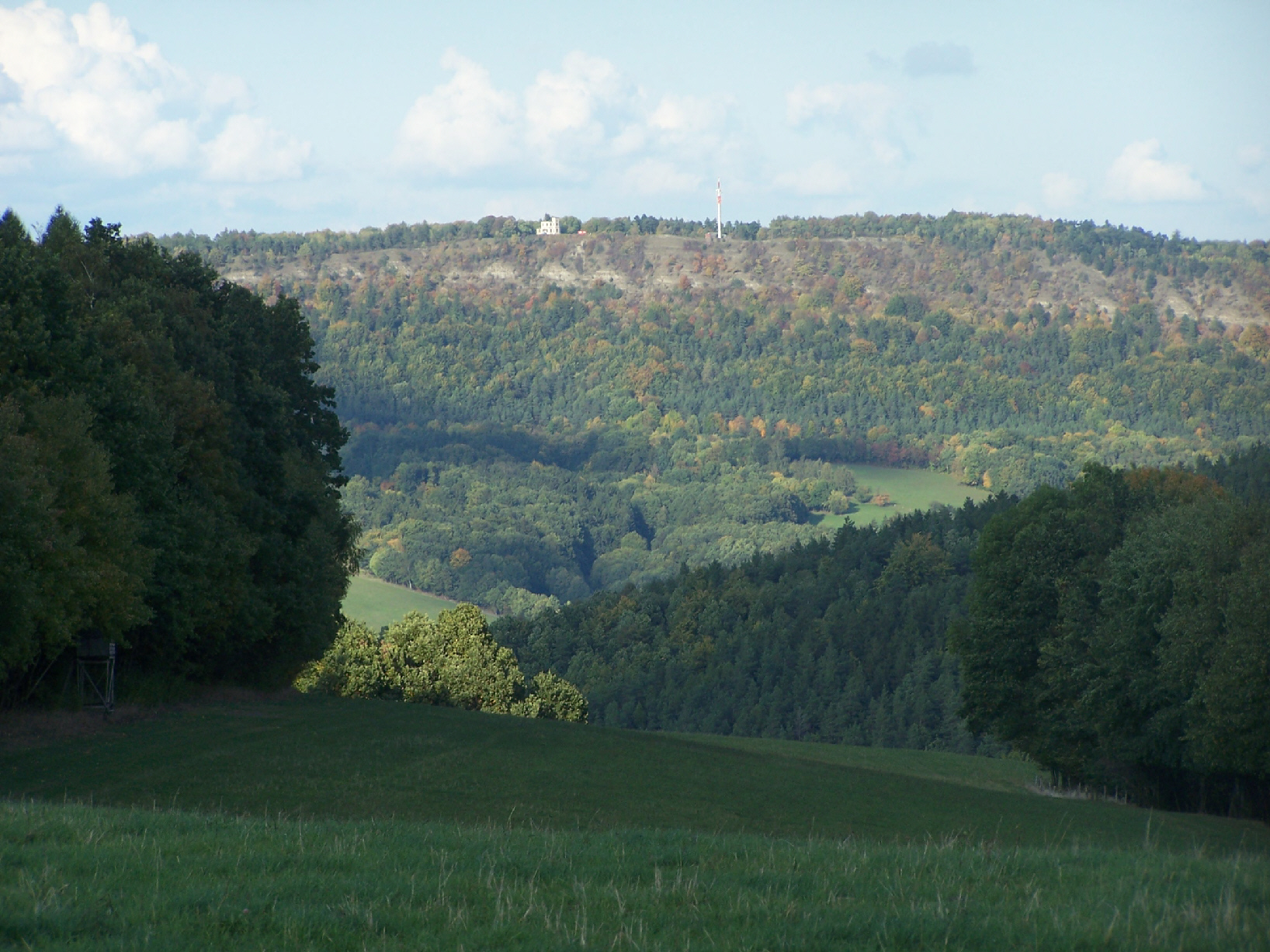
Der Große Hörselberg

- (zu 483 Ringgau–Hainich–Obereichsfeld–Dün–Hainleite)
  - 483.20 Kalteneberer Stufenrandbereich (ohne Heiligenstädter Stadtwald)
  - 483.40-43 Ringgau (Muschelkalk, bis 515 m) inclusive
  - 483.441 Engtal ab Creuzburg im Creuzburger Werradurchbruch
  - 483.51 Grundbachtal
  - 483.52 Falkener Platte (Muschelkalk, bis 478 m)
- (zu 481 Westthüringer Berg- und Hügelland)
  - Creuzburg–Eisenacher Graben (Muschelkalk und Härtlinge, bis 386 m)
  - Hörselberge (Muschelkalk, bis 484 m)

## Flüsse
→ Siehe Liste der Nebenflüsse der Werra ab 41-737? Höllgraben